# Brigade de surveillance des aires protégées
 (avril 2025).
La mise en forme du texte ne suit pas les recommandations de Wikipédia : il faut le « wikifier ».
Les points d'amélioration suivants sont les cas les plus fréquents. Le détail des points à revoir est peut-être précisé sur la page de discussion.
- Les titres sont pré-formatés par le logiciel. Ils ne sont ni en capitales, ni en gras.
- Le texte ne doit pas être écrit en capitales (les noms de famille non plus), ni en gras, ni en italique, ni en « petit »…
- Le gras n'est utilisé que pour surligner le titre de l'article dans l'introduction, une seule fois.
- L'italique est rarement utilisé : mots en langue étrangère, titres d'œuvres, noms de bateaux, etc.
- Les citations ne sont pas en italique mais en corps de texte normal. Elles sont entourées par des guillemets français : « et ».
- Les listes à puces sont à éviter, des paragraphes rédigés étant largement préférés. Les tableaux sont à réserver à la présentation de données structurées (résultats, etc.).
- Les appels de note de bas de page (petits chiffres en exposant, introduits par l'outil «  Source ») sont à placer entre la fin de phrase et le point final[comme ça].
- Les liens internes (vers d'autres articles de Wikipédia) sont à choisir avec parcimonie. Créez des liens vers des articles approfondissant le sujet. Les termes génériques sans rapport avec le sujet sont à éviter, ainsi que les répétitions de liens vers un même terme.
- Les liens externes sont à placer uniquement dans une section « Liens externes », à la fin de l'article. Ces liens sont à choisir avec parcimonie suivant les règles définies. Si un lien sert de source à l'article, son insertion dans le texte est à faire par les notes de bas de page.
- La présentation des références doit suivre les conventions bibliographiques. Il est recommandé d'utiliser les modèles {{Ouvrage}}, {{Chapitre}}, {{Article}}, {{Lien web}} et/ou {{Bibliographie}}. Le mode d'édition visuel peut mettre en forme automatiquement les références.
- Insérer une infobox (cadre d'informations à droite) n'est pas obligatoire pour parachever la mise en page.

Pour une aide détaillée, merci de consulter Aide:Wikification.
Si vous pensez que ces points ont été résolus, vous pouvez retirer ce bandeau et améliorer la mise en forme d'un autre article.
La Brigade de surveillance des aires protégées, couramment appelé BSAP, est un groupe d'intervention environnemental créé le 26 janvier 2006 en Haïti par un décret ministériel. 
Elle est initialement dirigée par le Ministère de l'Environnement à travers son agence de gestion dit ANAP, Agence nationale des aires protégées, avant d'être rattachée avec l'armée haïtienne, le 3 avril 2025 pour soutenir la police nationale (PNH) dans sa lutte contre la violence des bandes armées au pays,,.

## Missions
La BSAP intervient  la protection des bassins versants, le curage des canaux, l’endiguement des rivières et le traitement des ravines.
Sa mission englobe également la sécurisation des aires protégées, la prévention des incendies, la lutte contre la coupe sauvage des arbres, la gestion des activités agricoles non autorisées, ainsi que des actions de reboisement et de conservation.

## Tension entre BSAP et PNH
Les relations sont tendues entre les deux institutions, causant de nombreux affrontements. 
Le 8 février 2024, dans un contexte de forte tension politique, cinq agents armés de la BSAP sont tués par la police haïtienne. Le 29 décembre 2024, le contrôle d'identité d'un policier en civil par des membres de la BSAP dégénère en altercation. S'ensuivent le 1er janvier 2025 de violents affrontements entre la BSAP et des policiers. Quatre personnes, donc un journaliste, sont blessées par balle. Deux véhicules de la BSAP sont incendiés et la base de la BSAP est vandalisées par des citoyens rangés aux côtés des policiers, selon le média Haiti libre.

## Grades
- Garde Environnemental I : G I : Chef d’Equipe
- Garde Environnemental II : G II : Chef d’Escouade
- Garde Environnemental III : G III : Assistant Commandant de Peloton
- Garde Environnemental IV : G IV : Commandant de Peloton
- B Chef de Brigade C.B : Commandant Départemental